# 法律援助服務局
法律援助服務局（英語：Legal Aid Services Council，簡寫為LASC，是根據《法律援助服務局條例》（香港法例第489章）成立的獨立香港法定機構，負責就法律援助政策向行政長官提供意見。該局在不干預法律援助署的日常運作下，監察該署提供的法律援助服務。

## 成員

### 主席
主席須不屬公職人員、大律師或律師，而行政長官認為他並非與大律師行業或律師行業有其他直接關係。
歷任主席：
- 李澤培（1996年9月1日－2006年8月31日）
- 陳茂波（2006年9月1日－2012年8月31日）
- 李家祥（2012年9月1日－2019年8月31日）
- 梁永祥（2019年9月1日-）

### 成員
- 持有根據〈執業律師條例〉（第159章）發出的執業證書的兩名大律師及兩名律師
- 四名行政長官認為與大律師行業或律師行業無任何關係的人士
- 法律援助署署長

## 外部連結
- 法律援助服務局 （页面存档备份，存于）